# Soitec
Soitec ist ein internationales Industrieunternehmen mit Hauptsitz in Frankreich, welches sich auf die Entwicklung und Herstellung von Hochleistungsmaterial für die Halbleiterindustrie spezialisiert hat. Das Unternehmen ist hauptsächlich in drei Märkten tätig: Elektronik-, Solarenergie- und Leuchtmittelbranche. Soitec ist an der Pariser Börse notiert (Euronext Compartment B).

## Geschichte
Soitec wurde 1992 in Frankreich in der Nähe von Grenoble gegründet. Gründer waren zwei Ingenieure des CEA-Leti, einem Institut für Mikroelektronik und Nanotechnologie, welches vom französischen Kommissariat für Atomenergie und alternative Energien ins Leben gerufen wurde.
Die beiden Ingenieure entwickelten die Smart Cut, eine Technologie Silicon-on-Insulator-Wafer (SOI-Wafer) im industriellen Maßstab zu fertigen, und errichteten die erste Produktion in Bernin im Department Isere in Frankreich.

### Wichtige Daten
Forscher des CEA-Leti in Grenoble gründeten 1992 Soitec in Frankreich. Nach Unterzeichnung der Lizenzvereinbarung mit Shin-Etsu Handotai (SEH) zur Nutzung der Smart Cut™-Technologie stieg das Unternehmen 1997 in die Massenproduktion ein. Die erste Produktionsstätte wurde zwei Jahre später in Bernin (Bernin 1) gebaut. Im gleichen Jahr ging das Unternehmen von Soitec. Eine Produktionsstätte für Wafer mit 300 mm Durchmesser, Bernin 2 wurde 2002 eröffnet. 2003 wurde erstmals in andere Materialien als SOI vorgestoßen, das Unternehmen, das sich auf III-V-Verbindungshalbleiter spezialisiert hat, Picogiga International wird übernommen. Drei Jahre später wurde das Unternehmen Tracit Technologies, welches sich auf molekulare Adhäsion und chemische Ausdünnungsprozesse spezialisiert hat, ebenfalls übernommen. Dadurch wurden neue Anwendungsmöglichkeiten der Smart-Cut-Technologie eröffnet wurden. Die Produktionsstätte in Singapur wurde 2008 eröffnet. 2012 befand sich in diesem Werk auch die SOI-Recycling-Anlage. 2013 wurde die Produktion gestoppt, um das Werk auf die neue Fully-Depleted-Silicon-on-Insulator-(FD-SOI)-Technologie vorzubereiten. Durch Die Übernahme von Concentrix Solar, einem Anbieter von Konzentrator-Photovoltaik-Systemen aus Freiburg in Deutschland stieg man 2009 in die Solarenbranche ein. In Freiburg ist heute auch noch das CPV-Marketing und die Forschungs- und Entwicklungsabteilung der Solarenergiesparte angesiedelt. 2011 wurde Altatech Semiconductor, ein Unternehmen, das sich auf die Entwicklung von Maschinen für die Herstellung von Halbleitermaterialien spezialisiert hat, übernommen. Die neuen Produktionsstätte für CPV-Module in San Diego, Kalifornien, welche für eine Kapazität von 280 MWp ausgelegt ist, zunächst aber mit einer Kapazität von 140 MWp in Betrieb ging, wurde eröffnet. Mit Sumitomo Electric wurde 2013 ein Lizenzvertrag unterzeichnet um Galliumnitrid-Wafer für LED-Leuchtmittelsysteme zu entwickeln, und Unterzeichnung einer Vereinbarung mit GT Advanced Technologies, um Maschinen für die Wafer-Herstellung für die LED-Industrie und anderen industriellen Anwendungen zu entwickeln und zu vermarkten. Das Unternehmen hat momentan Produktionsstätten in Frankreich und den USA und ist mit Forschungs- und Entwicklungszentren und Büros in Europa (Deutschland, Italien), den USA (Arizona, Kalifornien, Massachusetts), Asien (China, Korea, Japan, Singapur, Taiwan) und Südafrika vertreten. 2014 wurde der Foundry- und Lizenzvertrages durch Samsung und STMicroelectronics unterzeichnet. Dadurch kann Samsung nun die FD-SOI-Technologie zur Produktion von 28 nm Integrated Circuits nutzen. Die FD-SOI-Technologie geht aus der Kooperation zwischen Soitec, ST und CEA-Leti hervor. Außerdem: Die ersten 50 % des Solarkraftwerks in Touwsrivier, Südafrika wurde eingeweiht, welches bei Fertigstellung eine Kapazität von 44 MWp haben wird.

## Technologien
Soitec entwickelt zahlreiche Technologien für verschiedene Sektoren und Aktivitäten.

### Smart Cut
Smart Cut ist eine am CEA-Leti und Soitec entwickelte Technik. Das Verfahren nutzt sowohl die Implantation von leichten Ionen als auch das Waferbonden durch molekulare Adhäsion, um ultradünne monokristalline Schichten herzustellen und von einem Substrat (Wafer) auf ein anderes zu übertragen. Soitec nutzt die Technik beispielsweise für die Herstellung von SOI-Wafer im industriellen Maßstab. Mit SOI können, im Vergleich zu klassischem Bulk-Silizium, Energieverluste reduziert und die Leistung von Komponenten verbessert werden. Jedoch sind SOI-Wafer teurer und werden derzeit nur von wenigen Herstellern eingesetzt.

### Epitaxie
Soitec verfügt über eine Epitaxie-Expertise mit III-V-Halbleitermaterialien in den folgenden Bereichen: Molekularstrahlepitaxie, metallorganische Gasphasenepitaxie und Hybridgasphasenepitaxie. Das Unternehmen stellt Galliumarsenid- und Galliumnitrid-Wafer als Ausgangsbasis für die Entwicklung und Herstellung von Verbundhalbleitermaterialien her. Diese Materialien kommen in Wi-Fi und elektronischen Hochfrequenzkomponenten (mobile Telekommunikation, Infrastrukturnetze, Satellitenkommunikation, Glasfasernetze und Radarerkennung) sowie im Energiemanagement und optoelektronischen Komponenten (z. B. LEDs) zum Einsatz.

### Concentrator Photovoltaic (CPV)
Die Technologie wurde ursprünglich am Fraunhofer-Institut für Solare Energiesysteme (Fraunhofer ISE) in Deutschland entwickelt. Sie basiert auf einem Glas-Glas-Moduldesign, bei dem ein Metallrahmen zwei Glasplatten zusammenfügt. Auf der Innenseite der oberen Glasplatte sind optische Linsen aus Silikon, sogenannte Fresnel-Linsen, eingeprägt. Das Licht, das durch die obere Glasplatte eindringt, wird durch die Fresnel-Linsen um den Faktor 500 konzentriert. Das konzentrierte Licht trifft dann auf Mehrfachsolarzellen auf der unteren Glasplatte. Die Mehrfachsolarzellen wandeln das Licht in elektrische Energie um. Die Module von Soitec erreichen so einen Wirkungsgrad von 31,8 %.
Das Unternehmen arbeitet außerdem an der Entwicklung einer eigenen Solarzelle. Zusammen mit dem Fraunhofer ISE, dem CEA-Leti und dem Helmholtz Center Berlin gab Soitec einen neuen Weltrekord für die Umwandlung von Sonnenlicht in elektrischen Strom bekannt. Im Labor wurde ein Zellwirkungsgrad von 44,7 % erreicht.
Soitec hat außerdem das Plug&Sun entwickelt, welches die CPV-Technologie mit Mini-Tracker kombiniert. Plug&Sun wird zur autonomen Stromversorgung verwendet und kommt in abgeschiedenen Gegenden mit schlechter Anbindung zum Elektrizitätsnetz zum Einsatz.

## Finanzkennzahlen
- 2013–2014 Jahresumsatz: 247,1 Millionen Euro
- 2013–2014 Betriebsergebnis: −137,3 Millionen Euro
- 2013–2014 Bruttoergebnis: −55,7 Millionen Euro[4]

### Kapitalerhöhungen
Soitec hat drei Kapitalerhöhungen durchgeführt:
- Die erste Kapitalerhöhung erfolgte im Juli 2011 zur Finanzierung von Investitionen, speziell zur Entwicklung der Solarenergie- und LED-Geschäftsbereiche.
- Die zweite Kapitalerhöhung fand im Juli 2013 statt, welche zur Refinanzierung der 2014 ablaufenden Wandelanleihen und/oder Umtauschanleihen beitragen („OCEANEs“), und die finanzielle Struktur des Unternehmens stärken sollte. Zusätzlich hat Soitec im September 2013 eine neue Emission von Anleihen veranlasst.
- Die dritte Kapitalerhöhung im Juni 2014 zur Stärkung des Finanzprofils und der Liquiditätslage von Soitec und zur Unterstützung der FD-SOI-Substratherstellung im industriellen Maßstab.

## Auszeichnungen
Hansjörg Lerchenmüller von Soitec und Andreas Bett vom Fraunhofer ISE erhielten im September 2012 den Deutschen Umweltpreis für die Leistungen im Zusammenhang mit der CPV-Technologie.